# Lakhimpur
Lakhimpur ist eine Stadt im nordindischen Bundesstaat Uttar Pradesh.
Lakhimpur, gemäß Egli benannt nach der hinduistischen Glücksgöttin Lákhim, liegt in der nordindischen Ebene 125 km nördlich von Lucknow. Im Norden der Stadt fließt der Ull, ein rechter Nebenfluss der Ghaghara, in östlicher Richtung. Lakhimpur ist Verwaltungssitz des Distrikts Lakhimpur Kheri.
Lakhimpur liegt an der nationalen Fernstraße NH 730, die Lakhimpur mit Gola Gokarannath und Bahraich verbindet.
Mit der 40 km südlich gelegenen Stadt Sitapur ist Lakhimpur mit einer Hauptstraße verbunden.
Lakhimpur besitzt seit dem 14. Juli 1968 als Stadt den Status eines Nagar Palika Parishad. Sie ist in 27 Wards gegliedert. Beim Zensus 2011 hatte Lakhimpur 151.993 Einwohner.